# Modèle de Black
Le modèle de Black, souvent appelé modèle Black-76, est une variante de Black-Scholes permettant de déterminer le prix d'une option. Il s'agit d'une formule qui permet de calculer le prix des options, contrats à terme, swaption et option sur obligation. Elle fut présentée la première fois par Fischer Black en 1976.

## Formule
La formule du modèle de Black est similaire à celle de Black-Scholes pour évaluer le prix d'une option à l'exception du prix spot qui est remplacé par le prix du contrat à terme dénommé F.
Supposons qu'il y ait constamment un taux sans risque dénommé r et que le prix du contrat à terme dénommé F(t) possède une volatilité constante σ alors, la formule de Black pour déterminer le prix d'une option call européenne avec une maturité T sur des contrats futurs avec un prix exercice K et une date de livraison T' (où {\displaystyle T'\geq T} ) est :
{\displaystyle c=e^{-rT}[FN(d_{1})-KN(d_{2})]}
Le prix de vente est donc : 
{\displaystyle p=e^{-rT}[KN(-d_{2})-FN(-d_{1})]}
Où :
{\displaystyle d_{1}={\frac {\ln(F/K)+(\sigma ^{2}/2)T}{\sigma {\sqrt {T}}}}}
{\displaystyle d_{2}={\frac {\ln(F/K)-(\sigma ^{2}/2)T}{\sigma {\sqrt {T}}}}=d_{1}-\sigma {\sqrt {T}},}
Et N(.) est la fonction de répartition de la loi normale centrée réduite.
Il faut noter que T' ne figure pas dans les formules même si elle pourrait être supérieure à T. C'est parce que les contrats à terme sont réévalués en permanence sur le marché et que par conséquent le gain est réalisé lorsque l'option est exercée. Si l'on considère une option sur un contrat à terme expirant à l'instant T'>T, le gain ne se produira pas jusqu'à ce que T' dépasse T. Ainsi le facteur d'actualisation {\displaystyle e^{-rT}} est remplacé par {\displaystyle e^{-rT'}} puisqu'il faut prendre en compte la valeur temps de l'argent